# Catedral de Justo
La catedral de Justo es un edificio de grandes proporciones, a semejanza de una gran catedral cristiana, situada en Mejorada del Campo (Madrid, España). Estaba siendo construida como proyecto de autoconstrucción por una sola persona, Justo Gallego Martínez, hasta su fallecimiento con 96 años; cuando la donó a Mensajeros de la Paz para que la acabara.
Justo empezó a construirla en un terreno de labranza propiedad de su familia el 12 de octubre de 1961, tras ser expulsado del monasterio cisterciense de Santa María de Huerta, en Soria, por estar enfermo de tuberculosis.
Al producirse su curación, como promesa, decidió agradecérselo a Dios y a la Virgen con la construcción de esta obra. Poco a poco, valiéndose del patrimonio familiar de que disponía, vendiendo sus tierras y también gracias a donaciones privadas, fue levantando la catedral.
Justo Gallego dedicó más de 50 años a construir la obra hasta su fallecimiento; a excepción de algunas ayudas esporádicas todo lo hizo con sus propias manos, sin tener ninguna formación relacionada con la construcción. De hecho sus estudios primarios quedaron interrumpidos al estallar la guerra civil española. No existen planos ni proyecto oficial de la catedral.
Se trata de un edificio con elementos arquitectónicos destacables. Aunque su constructor la denomina catedral, y así es conocida, en realidad no es un templo, al no estar consagrado ni ser reconocido como tal por la diócesis de Alcalá de Henares.
Los habitantes de Mejorada del Campo conocen la obra como «la catedral de Justo», siendo la construcción por la que es conocida esta localidad situada a 20 kilómetros de Madrid. En el año 2005 una campaña publicitaria de la bebida Aquarius difundió la existencia de la obra a nivel internacional. El Museo de Arte Moderno de Nueva York mostró fotos de esta original obra arquitectónica en una de sus exposiciones de la temporada 2003-2004.

## La catedral

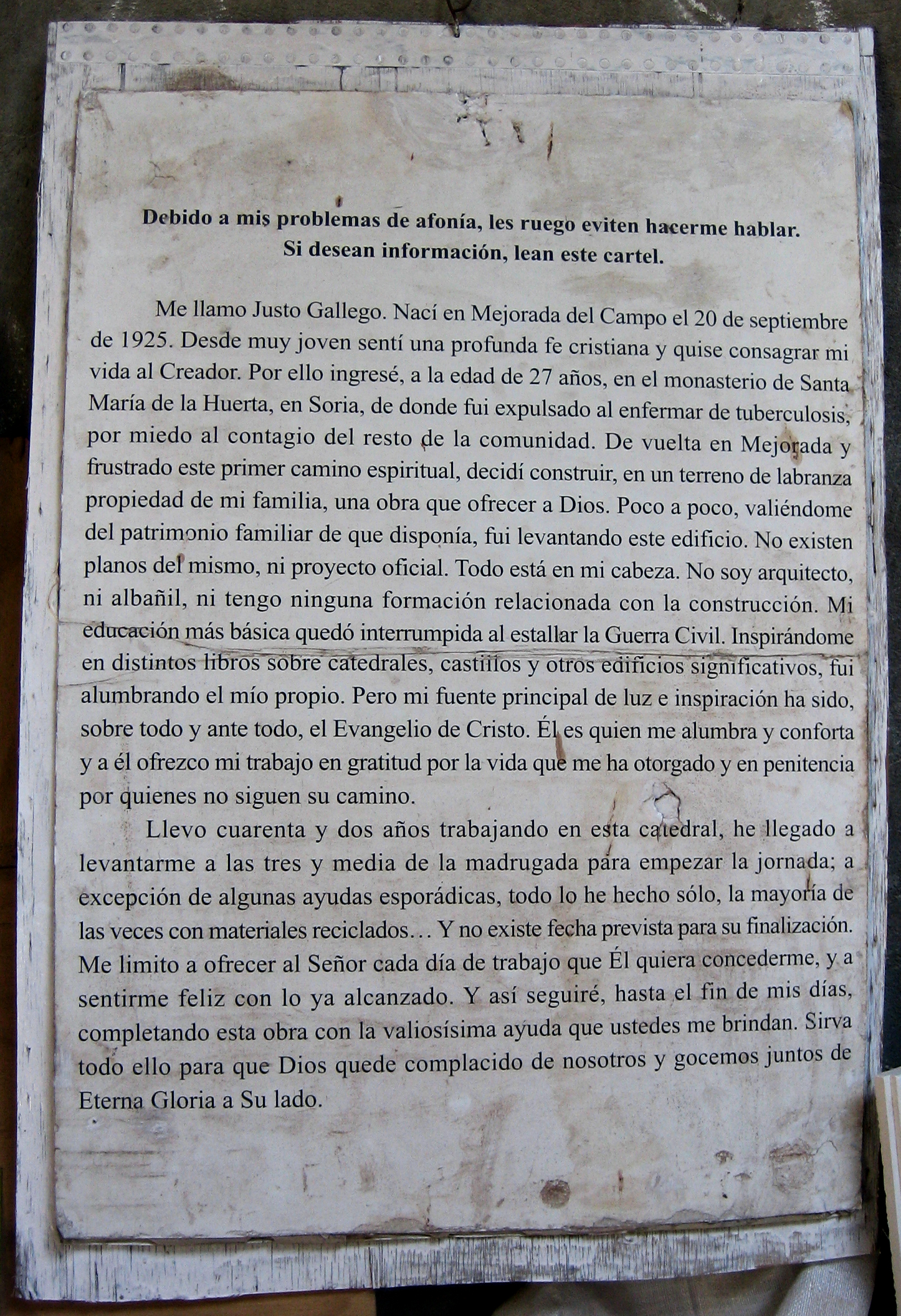
Cartel de Justo Gallego (1925-2021), a modo de autobiografía, en el interior de su catedral

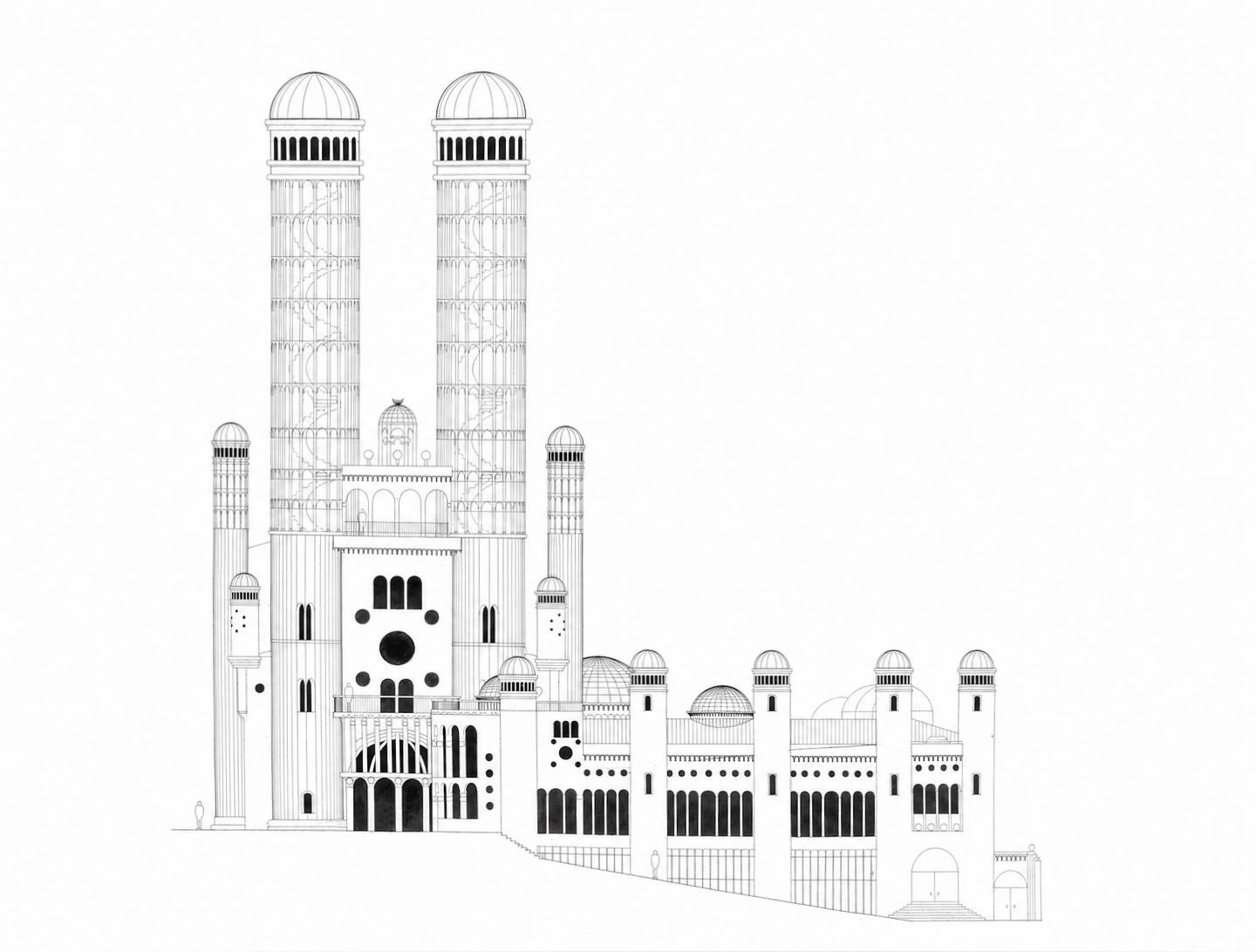
Plano del alzado de la catedral

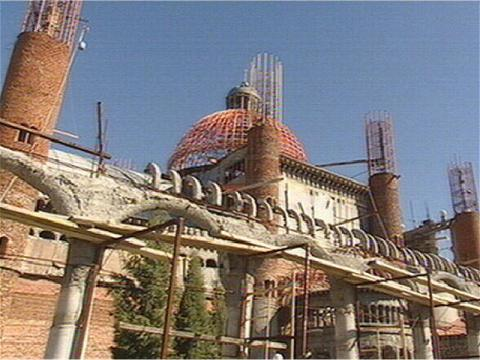
Vista lateral

Ocupa un terreno de 4.740 metros cuadrados. Hasta ahora, la catedral mide 35 metros de altura calculados desde el nivel de cota de la planta baja hasta la altura de coronación de la cúpula.
Cuenta con todos los elementos de una catedral clásica: cripta, claustro, escalinata, arcadas, pórticos, escaleras de caracol, etcétera. Está dedicada a la patrona de la Guardia Civil, la Virgen del Pilar, y construida con materiales donados por empresas y particulares. La mayor parte de los materiales de construcción que Justo Gallego utiliza son reciclados. Usa tanto objetos de la vida diaria como materiales desechados por las constructoras y por una fábrica de ladrillos cercana. Para realizar las columnas utiliza bidones de gasolina viejos como moldes, para los pilares usa botes de plástico rellenados de hormigón y una rueda de bicicleta hace las veces de polea.

### El interior

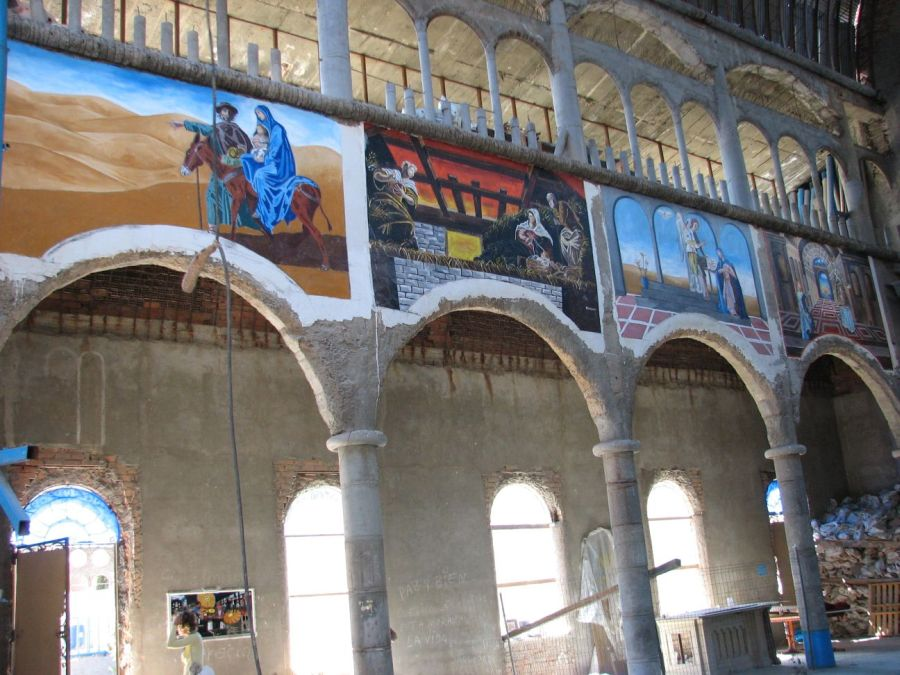
Vista hacia la nave de la epístola

Se trata de un templo de planta basilical clásica. De las tres naves, la central es más ancha que las demás, siguiendo el esquema tradicional de una catedral católica. Todas ellas están cubiertas por bóvedas de medio cañón, actualmente en fase de construcción por lo que se puede ver el modo de realizarlas, con alambres curvos y hormigón. Para realizar los techos, Justo Gallego utilizó un material ligero, a modo de grava, que actualmente se usa con el hormigón en construcciones contemporáneas para dar más ligereza a los edificios. Asimismo, la nave central tiene un triforio y probablemente tendrá una tribuna que rodeará toda la superficie para poder acceder a todo el perímetro en esa altura. La cabecera se organiza en un gran ábside donde se encuentra el altar. En el exterior se pueden apreciar absidiolos y torres. En la parte central de la catedral, se alza la cúpula sobre pechinas. La cubierta fue realizada con chapas superpuestas, al igual que la bóveda de medio cañón de la nave. Las paredes están horadadas para que penetre la luz, en relación con la idea medieval de relacionar a Cristo con la luz. Todas ellas irían decoradas con vidrieras.

### El patio interior
En el patio interior hay hormigón, alambres y hierros, dispuestos de una forma especial para dar las diferentes formas. Una de las cosas que más destacan son los ladrillos: se puede apreciar en toda la catedral que los ladrillos más «viejos», los que están más abajo, son de forma irregular y unidos unos con otros en un complicado encaje. Estos ladrillos, defectuosos, los recogía Justo Gallego en una fábrica cercana que los desechaba.

### La cúpula
Por la complejidad para erigirla, la cúpula de la catedral es uno de los elementos arquitectónicos más llamativos. Se puede apreciar muy bien desde una zona privilegiada del patio anterior.
Hay una gran cantidad de bustos que decoran la parte superior de la catedral al lado de la cúpula, que recuerdan a las esculturas que se ponían en los edificios renacentistas.
Las pechinas, que deberían en la práctica sostener la cúpula, no son estructurales y se encuentran a medio construir, con posibilidad de desprendimiento.[cita requerida]

### La cripta
Como buena parte de las catedrales existentes en España, la catedral de Justo dispone de una cripta accesible tanto por el interior como por el patio a través de una puerta lateral. 

### Murales

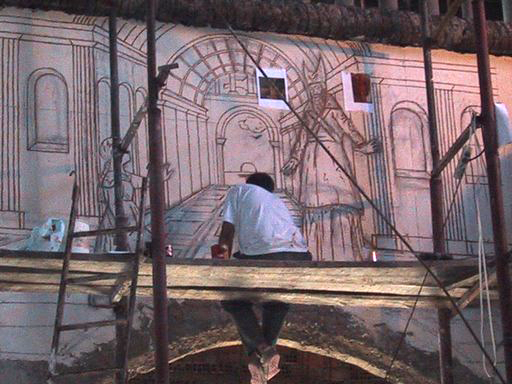
El pintor Carlos Romano trabajando en los murales

Los murales de la catedral de Mejorada del Campo fueron hechos por el pintor Carlos Romano Silveira en pintura plástica. Comenzó los murales del edificio con 19 años y los abandonó a los 20 ya que Justo Gallego no le permitió seguir. En un principio este quería que se pintasen pasajes del Antiguo Testamento, pero el pintor le sugirió que fuesen de la vida de la Virgen María. 
Carlos Romano nació el 15 de mayo de 1985 y actualmente divide su carrera entre España y México. El pintor compatibilizó uno de sus últimos años de estudios en la escuela de restauración con las pinturas de Mejorada del Campo, y siempre ha reconocido estos murales como su bautismo personal en la pintura.

### El ala derecha
Se pueden ver muchas columnas realizadas de una forma totalmente artesanal. Con grandes cubos cilíndricos de pintura usados como moldes, Justo Gallego los llenaba de hormigón para dar la forma deseada y dejándolos secar, sacaba los bloques y los unía mediante hierros y cables.
Las barandillas y algunas uniones están hechas con hierros de obra que parecen haber sido desdoblados al recogerlos de vertederos, unidos con hormigón, y rodeados de trozos de cable de electricidad o trozos de goma.
En esta parte del terreno se pueden observar varias edificaciones llamativas. Por ejemplo, una utilizada de almacén, con cubierta en varias naves a doble vertiente cada una, a modo de mar de chapa.
Según el origen de Justo Gallego, podemos intuir que podría ser un corral o incluso un granero, ya que en su casa original, Justo tenía estas dependencias y su planta correspondería.[cita requerida] Es una edificación cuadrada, de grandes proporciones y diáfana, por lo cual bien podría ser lugar del ganado, de paja o de leña para el frío.
A su lado también se encuentran otras dependencias mucho menos construidas. Una de ellas era el lugar de descanso de sus ayudantes de verano y, pasada esta, se encuentra un sendero de piedras para acceder a la puerta principal.

## Documentales
- El labriego que creyó en Dios, coproducción España - Escocia, producción año 2000, Dirección José Ramón Pedroza, Producción Zacarías Copping, Guion José Ramón Pedroza, Jorge A Morales. duración 38 min.
- Discovery Channel Latinoamérica, en su sección «Momentos Discovery» entre comerciales, emitía durante el año 2006 un documental de aproximadamente tres minutos, donde Don Justo explica las visiones en su catedral y menciona su poca experiencia con la ingeniería o arquitectura, exponiendo su fe como motor del proyecto.
- Ser Justo. La catedral de todos. El canal TV Novosti grabó en 2016 un documental de 27 min. de duración.
- Las tentaciones de Justo, documental (España, 2021). Guion y dirección: Miryan Pedrero y Diego Herrero Lamo de Espinosa. Duración: 65 min.
- Pan Seco Archivado el 23 de enero de 2022 en Wayback Machine., documental (España, 2020). Dirección: Román Cadafalch y Cadhla Kennedy. Duración: 74 min. Disponible en la plataforma Filmin.
- The Cathedral, documental (Eslovaquia, 2022). Dirección: Denis Dobrovoda. Duración: 87 min.